# Toharci
Toharci ili Tohari su bili indoevropski narod, koji je govorio toharskim jezicima. Nastanjivali su područje Tarimskog basena, na zapadu današnje Kine (pokrajina Sinkjang). Po veri su bili budisti i manihejci. Toharska kultura je preživela do 7. veka nove ere, kada se na prostore Toharaca naseljavaju turkijski Ujguri, koji će asimilovati Toharce. 
Naziv potiče iz 19. veka kad ih tadašnji istraživači poistovećuju sa grupom po nazivu Tókharoi koja nastanjuje Baktriju i o kojoj se pisalo u starogrčkim izvorima. Iako se ne radi o istim plemenima, naziv se ustalio.
Neki istraživači povezuju Toharce s Afanasevo kulturom istočnog Sibira (3500. pne do 2500. pne), s mumijama iz Tarima (1800. pne) i s Juedžima koji su poznati iz kineskih spisa. Potonji su uglavnom migrirali iz zapadnog dela Gansu u Baktriju tokom drugog veka pne, a zatim na severozapad Indijskog potkontinenta, gde osnivaju Kušansko carstvo.

## Ime
Na početku 20. veka arheolozi otkrivaju niz rukopisa u oazama Tarimske doline koji su pisani dva bliska, ali tada još nepoznata indoevropskim jezika. Još jedan tekst pronađen na istim prostorima, budističko delo pisano staroturkijskim jezikom, sadrži napomenu da se radi o prevodu sa Sanskrta, posredstvom nekog toksri jezika. Istraživač Fridrih V. K. Meler zaključuje da je taj jezik posrednički jezik povezan s novootkrivenim jezicima.
Meler ih naziva toharima (Tocharisch na nemačkom), povezujući toxrï s etnonimom Tókharoi (starogrčki: Τόχαροι) kojeg je Strabon nadenuo jednom od skitskih plemena i koja su osvojila Grčko-Baktrijsko kraljevstvo (današnji Avganistan i Pakistan) u drugoj polovini drugog veka pne. Taj naziv dolazi iz indoiranskog (staropersijski tuxāri-, Sanskrt tukhāra), a naziv Toharistan se obično odnosi na Baktriju iz prvog milenijuma, ali i na provinciju Takar u Avganistanu. Tókharoi se danas često poistovećuju s Juedžima iz kineskih spisa, osnivačima Kušanskog carstva. Međutim, danas je takođe poznato da su ti ljudi govorili baktrijskim jezikom, istočnoiranskim jezikom koji se uveliko razlikuje od toharskih jezika. Uprkos tome, naziv toharski se ustalio kao naziv jezika kojim su pisani rukopisi iz Tarimske doline, kao i za ljude koji su ih proizveli.
Rukopisi su pisani na dva različita jezika koji se nazivaju toharski A (takođe istočnotoharski ili turfanski, prema gradu Turpan) i toharski B (takođe zapadnotoharski ili kučanski prema gradu Kuča). Endonim istorijskih Toharaca iz vremena šestog do osmog veka je možda kuśiññe (toharski B), značenja „od kraljevstva Kuča i Agni”, i ārśi (toharski A). U jednom od tekstova na toharskom A koristi se naziv ārśi-käntwā, što znači „u jeziku Arsi” (gde bi ārśi bilo povezano s argenteus odnosno sjajno, blistavo). Prema Daglasu K. Adamsu, Toharci su za sebe možda koristili naziv ākñi što bi značilo „graničari”.
Istoričar Bernard Sergent je koristio naziv Arśi-Kuči koji je nedavno promenio u Agni-Kuči.

## Davni stanovnici Tarimske zavale
J. P. Malori i Viktor H. Majr tvrde da su toharski jezici pristigli u Tarimsku i Turpansku dolinu s područja Afanasevske kulture, neposredno na severu. Afanasevska kultura (3500. pne do 2500. pne) pokazuje kulturološku i genetsku vezu s kulturama srednjoazijskih stepa koje su bile bliske Indoevropljanima, ali je dovoljno starija od Andronovske kulture (dovedene u vezu s Indoirancima) da izoluje toharske jezike od indoiranskih inovacija poput procesa satemizacije.

### Mumije iz Tarima
Mumije iz Tarima (1800. pne) su pronađene na istom području kao i toharski tekstovi i freske Tarimske dolin (300. do 900. godina), a indoevropskog su porekla i ukazuju na Evropeidnu rasu svetlih očiju i boje kose. Nepoznato je da li su mumije i freske povezane.
Godine 2008. iskopani su u okolini Turpana ostaci muškarca. Telo muškarca je bilo zakopano s nizom praktičnih i ceremonijskih objekata, među njima strijeljačkom opremom, harfom i 789 grama kanabisa. Istraživači telo povezuju s Guši kulturom. Uz pomoć datiranja ugljenikom-14, sahrana je okvirno datirana na 700. godinu. Od ukupno 500 grobova samo dva sadrže kanabis, što istraživače navodi na zaključak da su te dve osobe možda bile šamani.
Godine 2009, analizirani su ostaci trideset osoba iz Sjaohe grobnice kako bi se istražili njihovi Y-hromozom i mitohonrdijski DNK markeri. Rezultati sugeriraju da je na području Tarimske doline još u bronzano doba živelo stanovništvo mešanog zapadnjačkog i istočnjačkog porekla. Mitohondrijski DNA Sjaohe (mtDNA) ljudi je pretežno istočnoazijska haplogrupa C, s manjim brojem H i K haplogrupa, dok su njihove očne linije sve zapadnoeuroazijske R1a1a. Geografsko područje na kojem se zbilo mešanje tih grupa je nepoznato, mada se pretpostavlja se da to verovatno južni Sibir.

## Literatura
- Mallory, J. P. (новембар 2015). „The Problem of Tocharian Origins” (PDF). Sino-Platonic Papers. 259: 4.
- Adams, Douglas Q. (2013), A Dictionary of Tocharian B (2nd изд.), Rodopi, ISBN 978-90-420-3671-0.
- Beckwith, Christopher I. (2009), Empires of the Silk Road: A History of Central Asia from the Bronze Age to the Present, Princeton University Press, ISBN 978-0-691-15034-5.
- Chen, Kwang-tzuu; Hiebert, Fredrik T. (1995), „The late prehistory of Xinjiang in relation to its neighbors”, Journal of World Prehistory, 9 (2): 243—300, JSTOR 25801077, S2CID 161858422, doi:10.1007/bf02221840.
- Di Cosmo, Nicola (2000), „Ancient city-states of the Tarim Basin”,  Ур.: Hansen, Mogens Herman, A Comparative Study of Thirty City-state Cultures, Copenhagen: Kongelige Danske Videnskabernes Selskab, стр. 393—407, ISBN 978-87-7876-177-4.
- Hansen, Valerie (2012), The Silk Road, Oxford University Press, ISBN 978-0-195-15931-8.
- Li, Chunxiang; Li, Hongjie; Cui, Yinqiu; Xie, Chengzhi; Cai, Dawei; Li, Wenying; Mair, Victor H.; Xu, Zhi; Zhang, Quanchao; Abuduresule, Idelis; Jin, Li; Zhu, Hong; Zhou, Hui (2010), „Evidence that a West-East admixed population lived in the Tarim Basin as early as the early Bronze Age”, BMC Biology, 8 (15): 15, PMC 2838831 , PMID 20163704, doi:10.1186/1741-7007-8-15 .
- Loewe, Michael (1979), „Introduction”,  Ур.: Hulsewé, Anthony François Paulus, China in Central Asia: The Early Stage: 125 BC – AD 23, Brill, стр. 1—70, ISBN 978-90-04-05884-2.
- Mallory, J.P. (2015), „The problem of Tocharian origins: an archaeological perspective” (PDF), Sino-Platonic Papers (259).
- Mallory, J.P.; Adams, Douglas Q. (1997), Encyclopedia of Indo-European Culture, Taylor & Francis, ISBN 978-1-884964-98-5.
- Mallory, J.P.; Mair, Victor H. (2000), The Tarim Mummies: Ancient China and the Mystery of the Earliest Peoples from the West, London: Thames & Hudson, ISBN 978-0-500-05101-6.
- Millward, James A. (2007), Eurasian Crossroads: A History of Xinjiang, Columbia University Press, ISBN 978-0-231-13924-3.
- Walter, Mariko Namba (1998), „Tocharian Buddhism in Kucha: Buddhism of Indo-European Centum Speakers in Chinese Turkestan before the 10th Century C.E.” (PDF), Sino-Platonic Papers, 85.
- Wechsler, Howard J. (1979), „T'ai-tsung (reign 624–49) the consolidator”,  Ур.: Twitchett, Dennis, The Cambridge History of China, Volume 3: Sui and T'ang China, 589–906 AD, Part 1, Cambridge: Cambridge University Press, стр. 188—241, ISBN 978-0-521-21446-9.
- Winter, Werner (1998), „Tocharian”,  Ур.: Ramat, Giacalone Anna; Ramat, Paolo, The Indo-European languages, London: Routledge, стр. 154—168, ISBN 978-0-415-06449-1.
- Yü, Ying-shih (1986), „Han foreign relations”,  Ур.: Twitchett, Dennis; Loewe, Michael, The Cambridge History of China, Volume 1: The Ch'in and Han Empires, 221 BC–AD 220, Cambridge: Cambridge University Press, стр. 377—462, ISBN 978-0-521-24327-8.
- Baldi, Philip. An Introduction to the Indo-European Languages. 1983. Carbondale. Southern Illinois University Press.
- Barber, Elizabeth Wayland. The Mummies of Ürümchi. 1999.. London. Pan Books.
- Beekes, Robert. Comparative Indo-European Linguistics: An Introduction. 1995. Philadelphia. John Benjamins.
- Hemphill, Brian E. and J.P. Mallory. 2004. "Horse-mounted invaders from the Russo-Kazakh steppe or agricultural colonists from Western Central Asia? A craniometric investigation of the Bronze Age settlement of Xinjiang" in American Journal of Physical Anthropology vol. 125 pp 199ff.
- Lane, George S. 1966. "On the Interrelationship of the Tocharian Dialects," in Ancient Indo-European Dialects, eds. Henrik Birnbaum and Jaan Puhvel. Berkeley. University of California Press.
- Ning, Chao; Wang, Chuan-Chao; Gao, Shizhu; Yang, Yang; Zhang, Xue; Wu, Xiyan; Zhang, Fan; Nie, Zhongzhi; Tang, Yunpeng; Robbeets, Martine; Ma, Jian; Krause, Johannes; Cui, Yinqiu (2019). „Ancient Genomes Reveal Yamnaya-Related Ancestry and a Potential Source of Indo-European Speakers in Iron Age Tianshan”. Current Biology. 29 (15): 2526—2532.e4. Bibcode:2019CBio...29E2526N. PMID 31353181. doi:10.1016/j.cub.2019.06.044.
- Walter, Mariko Namba 1998 [http://www.sino-platonic.org/complete/spp085_tokharian_buddhism_kucha.pdf „Tocharian Buddhism in Kucha: Buddhism of Indo-European Centum Speakers in Chinese Turkestan before the 10th Century C.E."] Sino-Platonic Papers 85.
- Xu, Wenkan 1995 "The Discovery of the Xinjiang Mummies and Studies of the Origin of the Tocharians”. The Journal of Indo-European Studies. 23 (3–4): 357—369. line feed character у |title= на позицији 158 (помоћ), Fall/Winter 1995, p.
- Xu, Wenkan 1996 "The Tokharians and Buddhism" In: Studies in Central and East Asian Religions 9, pp. 1–17.